# Daniel Barrett (cầu thủ bóng đá)
Daniel Barrett (sinh ngày 25 tháng 9 năm 1980 ở Bradford, Anh) là một cựu cầu thủ bóng đá thi đấu ở Football League cho Chesterfield.